# 酒井忠英 (子爵)
酒井 忠英（さかい ただひで、1898年（明治31年）9月28日 - 1942年（昭和17年）1月21日）は、大正から昭和期の実業家、政治家、華族。貴族院子爵議員。旧名・正夫。

## 経歴
子爵・酒井忠亮の二男として生まれる。
1923年（大正12年）東京商科大学を卒業。1924年（大正13年）横浜正金銀行に入行。その後、内外食品取締役、同監査役などを務めた。
父の死去に伴い、1928年（昭和3年）10月15日、子爵を襲爵した。
1940年（昭和15年）4月27日、貴族院子爵議員補欠選挙で当選し、研究会に所属して活動し、死去するまで1期在任した。

## 親族
- 母：鉚（りゅう、松井康英三女）[1]
- 妻：惇子（あつこ、藤堂高成長女）[1]